# Micarea sipmanii
Micarea sipmanii är en lavart som beskrevs av Sérus. & Coppins. Micarea sipmanii ingår i släktet Micarea och familjen Pilocarpaceae.   Inga underarter finns listade i Catalogue of Life.